# Ено (племе)
Ено или Хейноки (на английски: Eno, Haynoke) е северноамериканско индианско племе, което в началото на колониалния период живее на река Ено в Северна Каролина. Малко данни има за тях, тъй като племето изчезва от 1720 г. Първото им споменаване е от губернаторът на Вирджиния, Франсис Ярдли през 1654 г. Той научава от тускарора за храброто племе „хейноки“, което живее във вътрешността, близо до племето шакори. Следващото им споменаване е от Джон Ледерер през 1672 г., който чува за тях, че живеят на юг от оканичи, около изворите на реките Тар и Нюсе. През 1701 г. ги посещава Джон Лоусън. Той заварва ено и шакори да живеят в едно село, наречено Адшушир, намиращо се близо до днешния Хилсбъро, Северна Каролина. Към 1714 г., ено заедно с шакори, тутело, сапони, оканичи и кеяуви започват да се местят към селищата във Вирджиния. През 1716 г. губернаторът на Вирджиния, Александър Спотсууд, прави опит да засели ено, черо и кеяуви в едно село на границата на Северна Каролина. Планът на Спотсууд се проваля и ено се местят на юг в Южна Каролина. Предполага се, че най-накрая те се сливат с катоба и от 1720 г. името им изчезва от историята. Заради връзките им с шакори и други сиуезични племена в района се счита, че говорят сиукски език.